# 8552 Hyoichi
8552 Hyoichi este un asteroid din centura principală de asteroizi.

## Descriere
8552 Hyoichi este un asteroid din centura principală de asteroizi. A fost descoperit pe 20 aprilie 1995 la Kuma Kogen de Akimasa Nakamura. El prezintă o orbită caracterizată de o semiaxă mare de 2,80 ua, o excentricitate de 0,18 și o înclinație de 4,4° în raport cu ecliptica.